# Fill-in
Een fill-in is een stukje maat, dat telkens in de 4e maat gespeeld wordt.
De fill-in is een improvisatie voor de drummer die dan de maat vult met een leuker ritme dan het basisritme dat hij in de vorige maten speelde.
Dikwijls worden fill-ins geplaatst net voor de overgang van strofe naar het refrein of andersom. Maar er kunnen ook kortere fill-ins worden gespeeld tijdens het basisritme.